# Ismaïl Sghyr
Ismaïl Sghyr (arabiska: اسماعيل صغير), född den 16 mars 1972 i Taroudannt i Marocko, är en fransk före detta friidrottare som tävlade i medel- och långdistanslöpning.
Sghyr började sin karriär i Marocko som han representerade fram till och med 2001.
Hans första internationella mästerskapsfinal var vid VM i Göteborg 1995 där han blev fyra på 5 000 meter. Han var även i final vid Olympiska sommarspelen 1996 där han blev elva. Under 1997 vann han guld på 5 000 meter vid medelhavsspelen. Samma år blev han även fyra vid VM i Aten på 5 000 meter. Dessutom blev han bronsmedaljör vid inomhus-VM på 3 000 meter. 
Vid VM i Sevilla 1999 valde han att springa på den längre distansen 10 000 meter och han slutade där på en femtonde plats. Vid VM 2001 i Edmonton var han tillbaka på den kortare distansen och denna gång blev han femma. Bättre gick det vid EM 2002 då han slutade som silvermedaljör på 5 000 meter. 
Vid både VM 2003 och vid Olympiska sommarspelen 2004 var han i final på 10 000 meter där han slutade tia respektive åtta.

## Personliga rekord
- 5 000 meter - 12.58,83
- 10 000 meter - 27.12,39